# Américo Acuña
Américo Arturo Acuña Rosas (Río Negro, 2 de enero de 1934) es un abogado y político chileno, miembro del Partido Radical (PR). Se desempeñó como diputado de la República en representación de la 23ª Agrupación Departamental, Osorno y Río Negro, durante dos periodos legislativos consecutivos entre 1961 y 1969. Luego, ejerció como senador en representación de la 9ª Agrupación Provincial, Valdivia, Osorno y Llanquihue, durante el período 1969-1977, interrumpido en septiembre de 1973, a causa del golpe de Estado.

## Familia y estudios
Nació en Río Negro (Chile), el 2 de enero de 1934; hijo de Arturo Acuña González y Edelmira Rosas Rosas. Sus estudios secundarios los realizó en el Liceo de Hombres de Osorno. Continuó los superiores en la Escuela de Derecho de la Universidad de Chile, donde se tituló de abogado con la presentación de la tesis de grado Antecedentes políticos y económicos de la Reforma Constitucional, en 1934.
Como egresado de derecho y una vez recibido, colaboró en el diario La Prensa, de Osorno, con diversos artículos. Fundó la revista Radix y ejerció libremente su profesión.
Se casó con Ruby Winkler Schmidt, con quien tuvo dos hijos.

## Carrera política
Inició sus actividades políticas durante su época de estudiante secundario, como presidente del Centro de Alumnos de su Liceo. Más adelante, se inscribió en el Partido Radical (PR), en 1948, donde ocupó diversos cargos, como, dirigente de la Juventud Radical (JR) de Osorno, y posteriormente, dirigente nacional; luego ejerció como dirigente de asamblea, dirigente provincial y por último, como consejero nacional de su partido.
En las elecciones parlamentarias de 1961, se postuló como candidato a diputado por la Vigésimo tercera Agrupación Departamental (correspondiente a los departamentos de Osorno y Río Negro), por el período 1961-1965, resultando elegido. Durante su gestión integró la Comisión Permanente de Educación Pública y se incorporó a la Comisión Especial del Dólar, en 1962; y a la Comisión Investigadora de Televisión, Industria Automotriz, en 1965. Por otra parte, en 1963 participó en la Conferencia Congresos Parlamentarios, realizada en Buenos Aires, Argentina. También, en 1965 viajó a Estados Unidos y a Puerto Rico, invitado por los gobiernos de esos países. Entre las mociones presentadas que se convirtieron ley de la República durante el ejercicio de su labor parlamentaria, están, por ejemplo, la ley n° 14.640 del 2 de octubre de 1961, «sobre Cesión de terrenos municipales para la construcción del Hospital Puerto Octay».
En las elecciones parlamentarias de 1965, obtuvo la reelección diputacional por la misma Agrupación Departamental, por el período 1965-1969. En esa oportunidad, en 1967 fue miembro de la Comisión Especial Investigadora del Problema de la Marina Mercante Nacional y de la Empresa Nacional de Comercio.
En las elecciones parlamentarias de 1965, fue elegido como senador de la República, por la Novena Agrupación Provincial (correspondiente a las provincias de Valdivia, Osorno y Llanquihue), período legislativo 1969-1977. En esa ocasión fue senador reemplazante en la Comisión Permanente de Gobierno; en la de Constitución, Legislación, Justicia y Reglamento; en la de Educación Pública, en la de Hacienda; en la de Obras Públicas; en la de Trabajo y Previsión Social; y en la de Agricultura y Colonización. Además, asumió como presidente provisional del Senado, entre el 15 y el 23 de mayo de 1973. Por otro lado, fue integrante del Comité Parlamentario del Partido Radical desde 1969 hasta 1971. En ese último año, ocupó el cargo de presidente de la delegación chilena ante la 59ª Conferencia de la Unión Interparlamentaria. El 3 de agosto de 1971 renunció a su partido, y se integró al Partido Izquierda Radical (PIR).
Entre las mociones presentadas que fueron ley de la República están, por ejemplo, la ley n° 17.420 del 31 de marzo de 1971, «correspondiente a la modificación del artículo 104 de la Constitución Política del Estado, en relación a la edad para inscribirse en Registros Municipales». Asimismo, entre las intervenciones destacadas en debates de interés general están la acusación al ministro de Economía, Fomento y Reconstrucción Pedro Vuskovic; la denuncia de arbitrariedades en ECA, CONCI, como acción fiscalizadora, y la intervención en el Senado para las reformas constitucionales. Su labor senatorial se orientó especialmente a la resolución de los problemas de la actividad agropecuaria y a la legislación en materias económicas y sociales.
Desde 1974, se radicó en la ciudad de Osorno, lugar donde ejerció libremente su profesión de abogado hasta 2011.

## Historial electoral

### Elecciones parlamentarias de 1969
- Elecciones parlamentarias de 1969, candidato a senador por la Novena Agrupación Provincial, Valdivia, Osorno y Llanquihue[2]